# チャスタイズ作戦
チャスタイズ作戦（チャスタイズさくせん、Operation Chastise）は、第二次世界大戦中の1943年5月17日に実行された（作戦自体は同年3月10日より始まる）、イギリス空軍第617飛行中隊による、ドイツ工業地帯のダムの破壊を目的とした作戦。この作戦には「反跳爆弾（Bouncing bomb）」が使用された。作戦後、同中隊は「ダムバスターズ（ダム攻撃隊）」として知られるようになる。

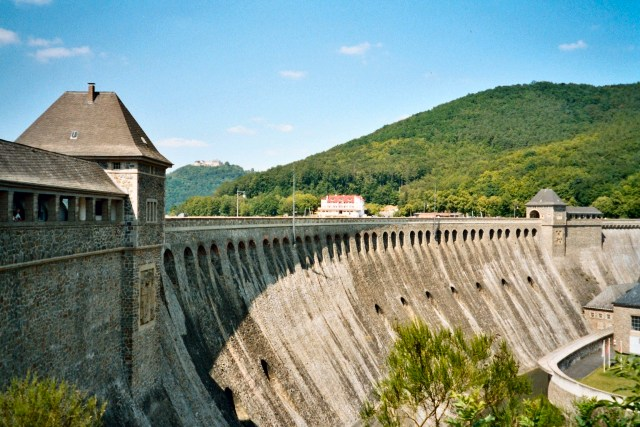
チャスタイズ作戦の攻撃目標となったエーデル・ダム。

## 計画
計画はビッカース社のバーンズ・ウォーリス技師が開発した反跳爆弾を使用することで進められた。ウォーリスは航空機の設計士であり、爆撃機の設計によって功績が認められた。ビッカース ウィンザー爆撃機の開発の傍ら、ダム攻撃用爆弾の開発に着手する。研究当初、10トンの爆弾を高度40,000フィート（約12,192m）から投下する予定であったが、当時その重量の爆弾を搭載できる爆撃機はなかった。 さらに、主要なドイツのダムは、魚雷による攻撃を防ぐために魚雷防御網によって守られていた。そこでウォーリスは、ドラム缶型の爆弾が水面を水切りによって飛び跳ねた後にダムに着弾し、水中に沈んでから爆発するようにした。この爆弾の命中精度は高く、テストと多くの作戦会議の後、計画は1942年2月26日に予定された。 爆弾はコードネーム「Upkeep」と呼ばれた。作戦はダムの水位が一番高い5月に予定された。任務は第5爆撃機集団に与えられ、新たに部隊が構成された。当初X中隊と呼ばれ、170以上の戦歴をもつガイ・ギブソン中佐が隊長となり、21人の搭乗員が爆撃機集団から中隊に選ばれた。
標的として、ルール工業地帯のメーネ・ダム、ゾルペ・ダム、エーダーゼー貯水湖を形成するエーデル・ダムが選ばれた。水力発電施設の破壊だけでなく、工業地帯、都市部を流れる運河への影響も重要視された。

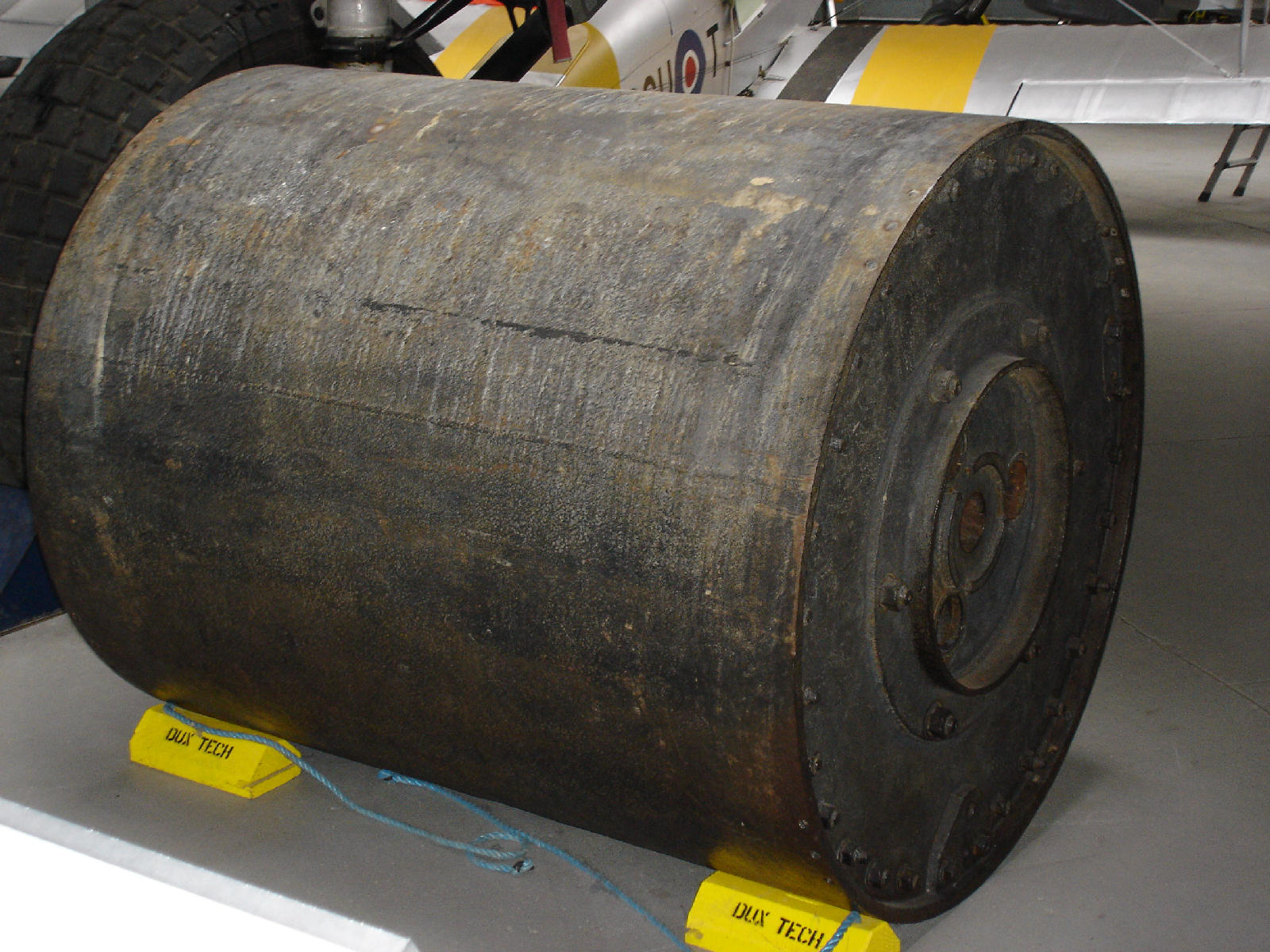
実際に作戦で使われた反跳爆弾 ダックスフォード王立戦争博物館にて

中隊はタイプ464臨時改造アブロ ランカスターMk.IIIで構成された。重量を減らすために背部銃塔などの武装は撤去された。 爆弾倉扉は取り外され、爆弾は機体の下部に取り付けられた。爆弾を2本の支柱で取り付け、投下時に補助電動機によって回転させた。
爆弾を上空18mから時速390kmで目標に着弾させるには、熟練した搭乗員、夜間での低空飛行訓練だけでなく2つの技術的問題の解決が必要となった。一つ目は、機体と標的との正確な距離を知ることであった。エーデル・ダムとメーネ・ダムの端には塔があり、その塔と照準装置の角度を調節することにより、爆弾投下のタイミングを知ることに成功した。2つ目の問題は、機体の正確な高度を知るのが、当時の高度計では困難なことであった。そこで、機首と胴体にそれぞれスポットライトを取り付け、2本の光線が機体の下18mで交わるようした。照射光を水面で重なり合わせることによって、機体高度を知ることに成功した。搭乗員はレスターシャー州のEyebrook貯水湖とダービーシャー州上空で訓練を行った。
4月29日のテストの後、爆弾は5月13日に中隊に届けられた。天候の報告の後、パイロット、爆撃手及び航法士は目標を知らされた。

## 攻撃

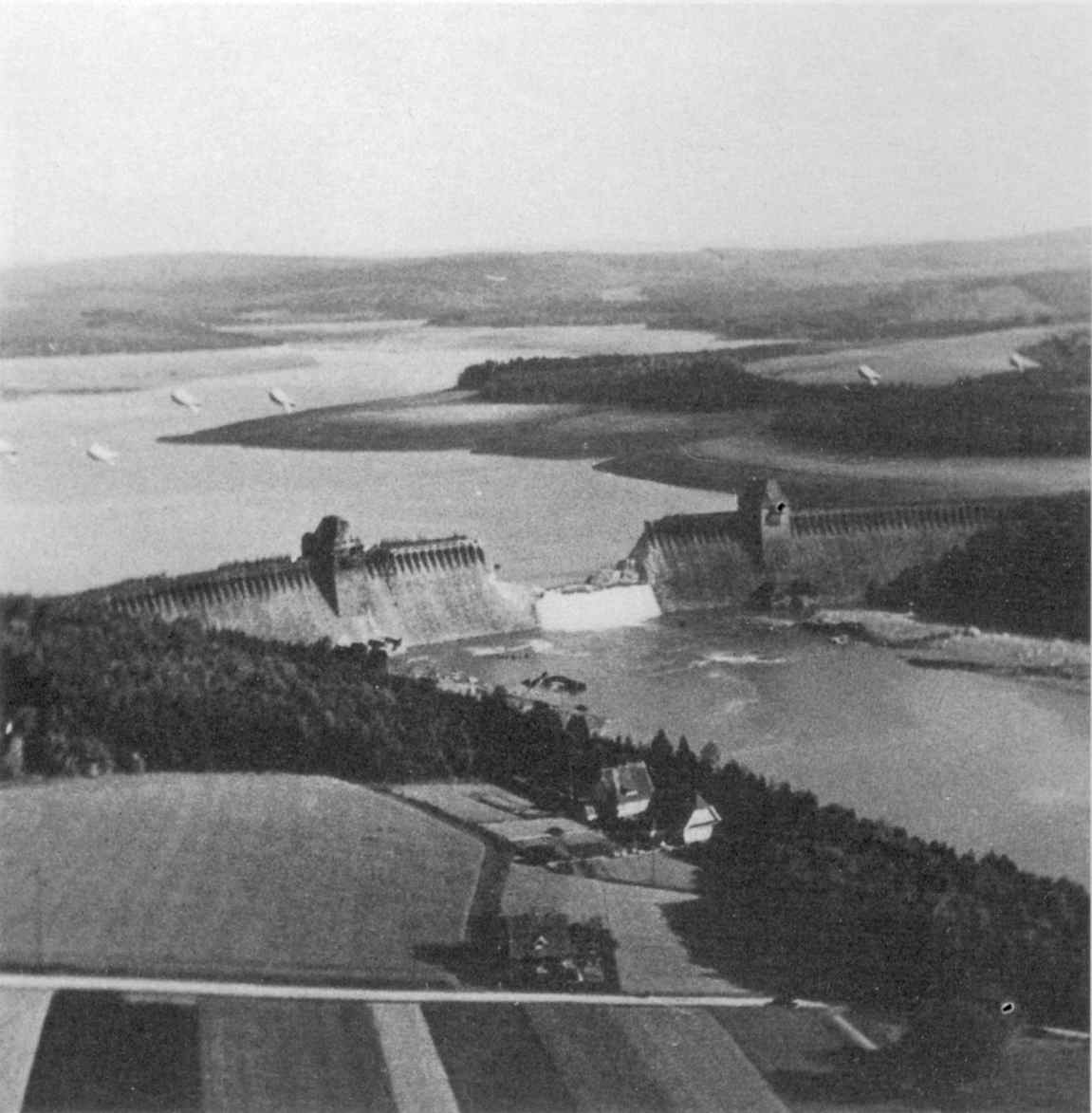
破壊されたメーネ・ダム。1943年5月17日早朝、英空軍のジェリー・フレイが操縦する写真偵察型スピットファイアが撮影。ダム直上に敵機を妨害するための6個の阻塞気球が見える。

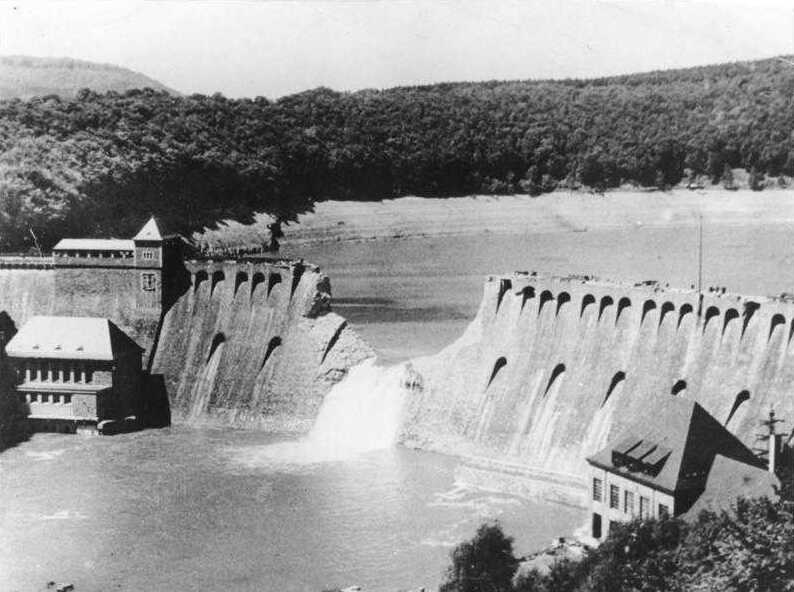
破壊されたエーデル・ダム、1943年5月17日撮影。

### 構成
中隊は3個梯団で構成された。第1波は、メーネ・ダムへの攻撃後、残りの爆弾でエーデル・ダムを攻撃する。第2波はゾルペ・ダムを攻撃。第3編隊は予備兵力として、2時間遅れて離陸し、主要なダム、またはSchwelm、エンペネとDiemなどで小さなダムを破壊する。
第1梯団は3個編隊で構成され、第1編隊にギブソン、ホップグッド、マーティン、第2編隊にヤング、アステル、モールトビー、第3編隊にモーズレー、ナイト、シャノンの計9機。第2梯団にマッカーシー、バイヤーズ、バーロウ、ライス、マンローの計5機、第3梯団にタウンゼンド、ブラウン、オットリーとバーピーにてそれぞれ構成された。作戦室はグランサムの第5爆撃機集団本部に設置された。

### 飛行
中隊はドイツ軍のレーダー探知を逃れるため70フィートから120フィートの低空飛行をした。第1波は高射砲を避け2本のルートを飛び、ワルヘレンとSchouwen間を通ってヨーロッパ大陸上空に到達、オランダ上空を横断しアイントホーフェンとヒルゼの空軍基地を避けつつルール地方に向かう。第2波は北方に飛び、アイセル湖到達後第1波と合流した。
しかし、オランダ上空到達直後、第2波のモンロー機が高射砲の攻撃を受け撤退する。また、ライス機は飛行高度が低すぎ、爆弾を水中に落としてしまう。同じく第2波のバーロウ機とバイヤーズ機は海岸線到達後に墜落した。第2波内でオランダ上空で生還したのはマッカーシー機だけであった。一方、第1波はローセンダール上空でアステル機を失っただけであった。

### メーネ・ダムへの攻撃
第1波は第1目標のメーネ・ダム上空に到達する。はじめにギブソン機、次にホップグッド機が攻撃した。しかし、ホップグッド機の爆弾はダムの胸壁を飛び越して発電施設を爆砕してしまう。その後、機自体も対空砲火を受け墜落。マーティン機は三番目に爆弾投下した。この時、ギブソン機は対空砲火を分散させるため囮となってマーティン機に先行する。さらに第2編隊のヤング機、マルトビー機が爆弾を投下、メーネ・ダムを決壊させることに成功する。ヤング機、シャノン機、モーズレー機、ナイト機は、次の攻撃目標であるエーデル・ダムへ向かうギブソン機に追従する。

### エーデル・ダムへの攻撃
エーデル・ダム周辺は深い霧に覆われていたため、接近は困難であった。モーズレー機は爆弾を投下するが、ダムの最上部に落ち、機は爆風に見舞われた。シャノン機は爆弾の投下に成功、最後にナイト機が投下し、ダムは決壊した。

### エンペネ・ダム、ゾルペ・ダムへの攻撃
マッカーシー機は単独でゾルペ・ダム上空に到着する。爆弾の投下に成功するが、ダムの破壊には失敗する。バーピー機はゾルペ・ダムへ向かったが到着できなかった。ブラウン機はさらに濃くなった霧の中で爆弾を投下するも、ダムの破壊には失敗。
タウンゼント機はエンペネ・ダムに爆弾を投下したがダムの破壊には失敗。その間、同じくエンペネ・ダムに向かったオットリー機は撃墜される。

### 帰還
低空飛行で帰還中、ヤング機は高射砲の攻撃を受け墜落する。

## 結果一覧
| 無線呼出符号      | 機長             | 攻撃目標       | この作戦における記録                                                                       |
| 第1波             | 第1波            | 第1波          | 第1波                                                                                      |
| ----------------- | ---------------- | -------------- | ------------------------------------------------------------------------------------------ |
| 「ジョージのG」   | ギブソン中佐     | メーネ・ダム   | 隊長機。攻撃後は敵対空砲火の分散のために囮となる。                                         |
| 「マザーのM」     | ホップグッド大尉 | メーネ・ダム   | 投下した爆弾は目標のダムを飛び越えて爆発。攻撃中に撃墜される。                             |
| 「ピーターのP」   | マーティン大尉   | メーネ・ダム   | 投弾に失敗。                                                                               |
| 「アップルのA」   | ヤング少佐       | メーネ・ダム   | 爆弾の投下に成功するもダムへのダメージは小さかった。帰還中撃墜される。                     |
| 「ジョニーのJ」   | マルトビー大尉   | メーネ・ダム   | 爆弾を投下し、ダムに大きなダメージを与える。                                               |
| 「レザーのL」     | シャノン大尉     | エーデル・ダム | 投弾するもダムへの影響はなかった。                                                         |
| 「ゼブラのZ」     | モーズリー少佐   | エーデル・ダム | 投下した爆弾は攻撃目標を飛び越し、自機もダメージを受ける。帰還中ドイツ軍の攻撃を受け墜落。 |
| 「ナッツのN」     | ナイト少尉       | エーデル・ダム | 爆弾を投下し、ダムに大きな損害を与える。                                                   |
| 「ベーカーのB」   | アステル大尉     | N/A            | 攻撃目標へ飛行中電力線に接触し墜落。                                                       |
| 第2波             |                  |                |                                                                                            |
| 「トミーのT」     | マッカーシー大尉 | ゾルペ・ダム   | 投弾するもダムへの影響はなかった。                                                         |
| 「イージーのE」   | バーロウ大尉     | N/A            | 攻撃目標へ飛行中電力線に接触し墜落。                                                       |
| 「キングのK」     | バイヤーズ少尉   | N/A            | 攻撃目標へ飛行中撃墜される。                                                               |
| 「ハリーのH」     | ライス少尉       | N/A            | 飛行中爆弾を失い、攻撃することなく帰還。                                                   |
| 「ウィリーのW」   | マンロー大尉     | N/A            | オランダ上空到達後対空砲火を受け機体を損傷。 攻撃することなく帰還。                        |
| 第3波             |                  |                |                                                                                            |
| 「ヨークのY」     | アンダーソン軍曹 | リスター・ダム | 霧により攻撃目標を発見できず。                                                             |
| 「フレディのF」   | ブラウン軍曹     | ゾルペ・ダム   | 投弾するもダムへの影響はなかった。                                                         |
| 「オレンジのO」   | タウンセンド軍曹 | エンペネ・ダム | 投弾するもダムへの影響はなかった。                                                         |
| 「シュガーのS」   | バーピー少尉     | N/A            | オランダ上空にて撃墜される。                                                               |
| 「チャーリーのC」 | オットリー少尉   | N/A            | ドイツ上空にて撃墜される。                                                                 |

The Night vom 16th. To 17th. May 1943 - "Operation Chastise": The Destruction of the Möhne-Talsperre (german text)

## 爆撃損害評価偵察
爆撃司令部は爆撃損害評価を可能な限り早く欲しており、第542飛行中隊の指揮官は推定攻撃時刻を通知されていた。17日未明に飛行士官フランク・”ジェリー”・フレイが操縦する写真偵察型スピットファイアがベンソン空軍基地を離陸し、夜明けの直後にルール川の上空に到着。破壊されたダムと洪水の模様が撮影された。フレイは後日次のように述懐している：
私がメーネダムから150マイルに達したとき、ルール地区にかかる工業排気による霞を視認できたが、それは東にかかる雲のように見えた。さらに接近したところ、雲のように見えたものは、実は洪水の水面による太陽光の反射であることが視認できた。私は3日前までは極めて平和であったが今は完全に奔流に飲み込まれた深い谷間を見下ろした。谷全体は完全に水没し、わずかに高い土地や教会の尖塔の頂部のみが洪水の水面の上にまだらに顔をのぞかせているのみであった。私はその広大さに圧倒された。—ジェリー・フレイ

## 作戦の影響
この作戦により決壊したダムからは、3億3千万トンに達する水が下流のルール峡谷一帯に流れ出し、ダム下流域80kmにわたって被害を及ぼす水害を引き起こした。この水害による被害は、次のとおりである。
- 死者：1249名
- 死亡家畜数：6500頭以上
- 流失した橋梁：25箇所
- 操業不能に陥った軍需工場：125箇所
- 一時的に耕作不能となった農地：約3000ヘクタール

## 作戦後
この作戦により、搭乗員133名中53名が死亡し、3名脱出して捕虜となる。6月22日、33名の搭乗員はバッキンガム宮殿勲章を授けられ、隊長ガイ・ギブソンはビクトリア十字勲章を授与された。ギブソンはアメリカの広報活動ツアーと、ロンドンの航空省での書籍 Enemy Coast Aheadの執筆業務の後で、作戦に復帰したが、1944年9月19日にモスキートで出撃し、帰還することはなかった（オランダで空中衝突により事故死し、現地に埋葬された）。
第617飛行中隊は爆撃のスペシャリストとして維持されることとなった。5月27日、中隊にバッジが与えられ、これには決壊したダムの上に「Après moi le déluge (大洪水よ、我に続け。ルイ15世の言葉。)」と記されている。
同中隊はウォーリス技師の開発したトールボーイ、グランドスラムなどの大型爆弾を終戦まで落とし続けた。現在も中隊は活躍中である。
2022年12月7日、マッカーシー機に爆撃手として搭乗した ジョニー・ジョンソン少佐（退役時）が101歳の長寿で死去し、本作戦の参加者は全員この世を去った。
破壊された2つのダムは、終戦後に修復され、21世紀の現在も運用中である。